# Jasionka (powiat krośnieński)
Jasionka (średnw. Bischofswalde, Biskupi Las) – wieś w Polsce położona w województwie podkarpackim, w powiecie krośnieńskim, w gminie Dukla. Leży u podnóża góry Cergowej. Przez wieś przepływa Jasionka, prawy dopływ Jasiołki.
W latach 1975–1998 miejscowość należała administracyjnie do województwa krośnieńskiego.

## Części wsi
| SIMC    | Nazwa              | Rodzaj    |
| ------- | ------------------ | --------- |
| 0349346 | Bąkówka            | część wsi |
| 0349352 | Buławówka          | część wsi |
| 0349369 | Cesarzówka         | część wsi |
| 0349375 | Cichoniówka        | część wsi |
| 0349381 | Głodówka           | część wsi |
| 0349398 | Jakiełówka         | część wsi |
| 0349406 | Kubówka            | część wsi |
| 0349412 | Lisówka            | część wsi |
| 0349429 | Możdżanówka        | część wsi |
| 0349435 | Mroczkówka         | część wsi |
| 0349441 | Przedzienikówka    | część wsi |
| 0349458 | Przylasek          | część wsi |
| 0349464 | Szczepanikówka     | część wsi |
| 0349470 | Szczurkówka        | część wsi |
| 0349487 | Szyszlakówka       | część wsi |
| 0349493 | Szyszlakówka Druga | część wsi |
| 0349501 | Turkówka           | część wsi |
| 0349518 | Wróblówka          | część wsi |

## Rys historyczny
W 1384 roku królowa węgierska Maria Andegaweńska żona cesarza Zygmunta Luksemburskiego nadała te ziemie biskupstwu przemyskiemu. Pierwszym właścicielem, który zarządzał wsią w imieniu Kurii był bp Eryk z Winsen. 
Jasionka lokowana na prawie niemieckim jako wieś biskupstwa przemyskiego w 1386 była własnością kościelną do I wojny światowej. Dzierżawcą wsi był m.in. Zyndram z Maszkowic. W tych okolicach przebywał pustelnik św. Jan z Dukli. Miejscowość została znacznie zniszczona w 1474 i 1657 w czasie wojen polsko-węgierskich. W latach 1769–1772 działały tu oddziały Konfederatów barskich. 
W czasie II wojny światowej 9 września 1939 r. w walce z Niemcami, zginęło tu 17 polskich żołnierzy z wycofującego się plutonu WP. Zwłoki ich ekshumowano na cmentarz wojenny w Dukli.

## Oświata i szkolnictwo
Pierwsza wzmianka o szkole w Jasionce pochodzi z 1665 roku. Szkoła mieściła się przy plebanii, a pierwszym nauczycielem był ks. Jan Płączyński. W 1869 roku Wawrzyniec Bąk, kolejny nauczyciel, otrzymał nagrodę za promocję sadownictwa. Drewniana szkoła istniała do I wojny światowej, po której wybudowano czteroklasową szkołę murowaną.
W 1955 roku rozpoczęto budowę nowego budynku szkolnego, który oddano do użytku w 1957 roku. W latach 90. XX wieku szkołę rozbudowano, mieściła się tam Szkoła Podstawowa i Gimnazjum. W 2018 roku przy szkole wybudowano halę sportową.